# Pinus bhutanica
Pinus bhutanica är en tallväxtart som beskrevs av Andrew John Charles Grierson och Et al. Pinus bhutanica ingår i släktet tallar, och familjen tallväxter. Inga underarter finns listade i Catalogue of Life.
Detta träd förekommer i Bhutan, i provinserna Tibet och Yunnan i Kina, i den indiska delstaten Arunachal Pradesh och kanske i Myanmar. Arten hittas i regioner som ligger 1000 till 2750 meter över havet. Pinus bhutanica bildar ofta blandskogar med himalajatall, Pinus roxburghii och olika lövträd. Arten växer även i återskapade skogar.
I regionen sker måttligt skogsbruk. hela populationen bedöms som stabil. IUCN kategoriserar arten globalt som livskraftig.